# Falk Zsigmond (nyomdász)
Falk Zsigmond (Pest, 1831. április 27. – Budapest, 1913. március 9.) magyar nyomdaigazgató, udvari tanácsos.

## Életpályája
1841–1848 között nyomdász-tanuló volt a Beimel-féle nyomdában. Az 1848–49-es forradalom és szabadságharcban nemzetőr volt. 1849-ben Bécsbe került; a Sommer-féle nyomdában szedő volt. Nyomdászinasból nyomdaigazgató lett. 1868-ban a Pesti Könyvnyomda Rt. igazgatója lett. 1885-ben királyi tanácsos lett.
Nyomdaigazgatóként rendkívül sokat tett a magyar nyomdaipar fejlesztése területén, s mint filantróp is ismert volt. Alelnöke volt az Országos Iparegyesületnek és lovagi rangot, majd udvari tanácsosságot kapott.

## Családja
1863-ban megismerkedett Dirnhuber Leopoldinával (1836–1903), és még ebben az évben összeházasodott vele. Három gyermekük született: Fia, Falk Zsigmond (1870–1935) magyar író, nyomdász volt. Testvére, Falk Miksa (1828–1908) újságíró és Falk Henrik (1840–1918) vezérigazgató volt.
Sírja a Farkasréti temetőben található (41-12. sírbolt).

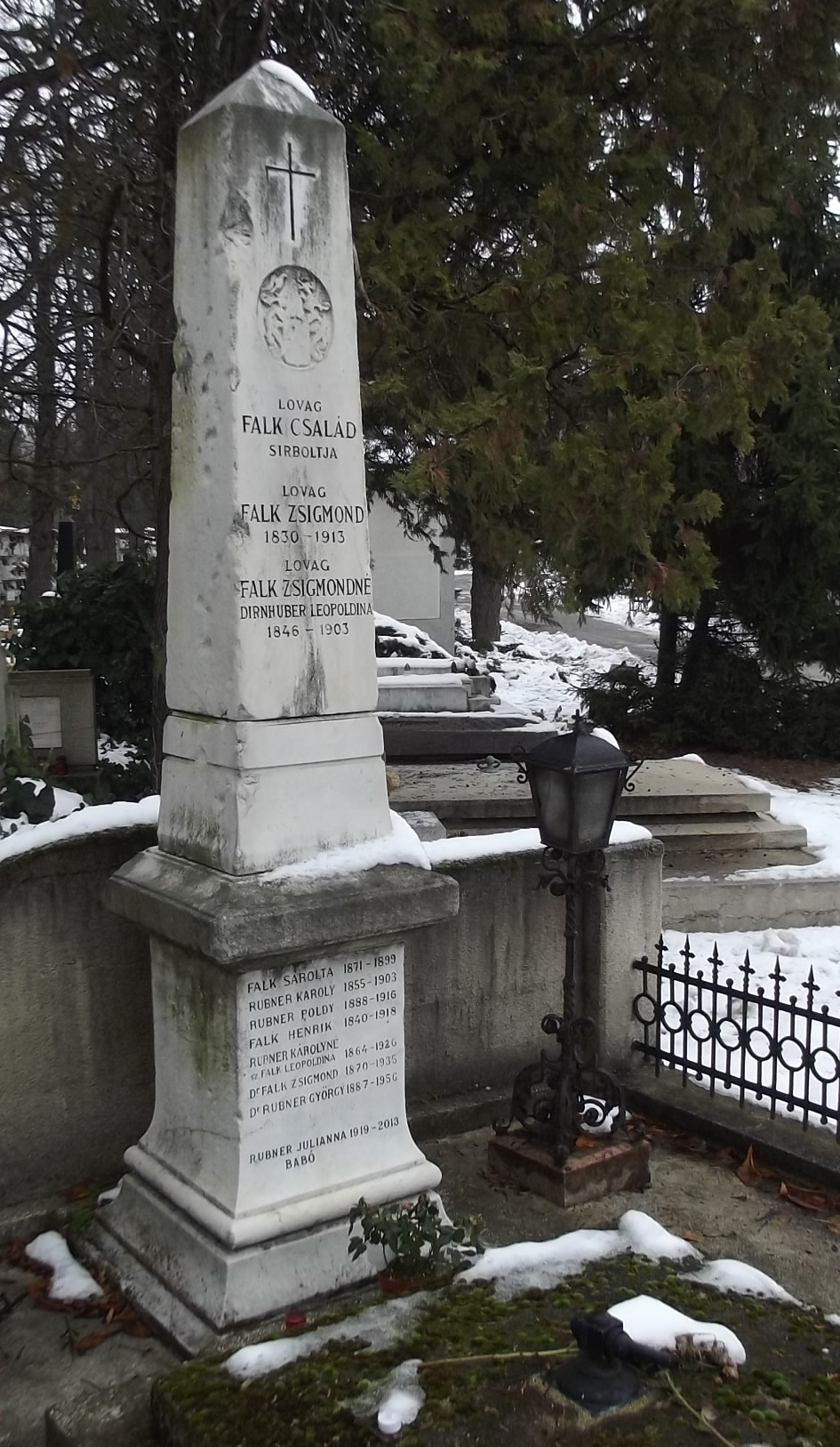
A Falk család sírboltja a Farkasréti temetőben.

## Díjai
- Ferencz József-rend
- Francia becsületrend: lovag (1878)
- III. osztályú vaskorona-rend (1879)